# Hemicyclops kombensis
Hemicyclops kombensis is een eenoogkreeftjessoort uit de familie van de Clausidiidae. De wetenschappelijke naam van de soort is voor het eerst geldig gepubliceerd in 1965 door Humes.